# Rugby op de Paralympische Zomerspelen 2024
Op de XVIIe Paralympische Zomerspelen die in de Franse hoofdstad Parijs werden gehouden, was Rugby een van de 22 beoefende sporten. Het basketbaltoernooi begon op 29 augustus en eindigde op 2 september 2024. Het rugby toernooi in Tokio, Japan was de achtste editie van Rugby als Paralympische sport sinds het debuut als demonstratiesport op de Paralympische Zomerspelen 1996 in Atlanta. De wedstrijden werden gespeeld in het Grand Palais Éphémère. 
Acht teams namen deel aan de competitie. De acht teams werden verdeeld in twee groepen van vier die een onderlinge competitie spelen om tot een rangschikking te komen op basis waarvan de tegenstanders in de kwartfinales worden bepaald: de eerste van de ene groep speelt in de kwartfinales tegen de laatste van de andere groep en vice versa, de tweede van de ene groep speelt tegen de derde van de andere groep en vice versa. De winnaars van de kwartfinales gaan door naar de halve finales. De winnaars van de halve finales spelen om het goud in de finale, terwijl de verliezers in de troostfinale om het brons strijden.
Regerend paralympisch kampioen Groot-Brittannië slaagde er niet in zijn titel te behouden. Japan won goud door Verenigde Staten in de finale te verslaan. Het brons ging naar Australië dat te sterk was voor Groot-Brittannië. 

## Kwalificatie
| Kwalificatietoernooi              | Datum                 | Plaats     | Quota | Gekwalificeerd              |
| --------------------------------- | --------------------- | ---------- | ----- | --------------------------- |
| Gastland                          |                       |            | 1     | Frankrijk                   |
| Europees kampioenschap 2023       | 3–7 May 2023          | Cardiff    | 2     | Groot-Brittannië Denemarken |
| Parapan-Amerikaanse Spelen 2023   | 17–26 November 2023   | Santiago   | 1     | Verenigde Staten            |
| Kampioenschap Azië/Oceanië 2023   | 29 June – 2 July 2023 | Tokio      | 1     | Japan                       |
| Paralympisch kwalificatietoernooi | 17–25 March 2024      | Wellington | 3     | Australië Canada Duitsland  |
| Total                             |                       |            | 8     |                             |

### Wedstrijdrooster
| G | Groepsfase | C | Plaatsingsrondes | ½ | Halve finales | B | Troostfinale | F | Finale |

| Do 29 aug | Vr 30 aug | Za 31 aug | Zo 1 sep | Zo 1 sep | Ma 2 sep | Ma 2 sep |
| --------- | --------- | --------- | -------- | -------- | -------- | -------- |
| G         | G         | G         | C        | ½        | B        | F        |

## Groepsfase

### Groep A
| Pos | Team             | Wed | W | G | V | Ptn | DV  | DT  | +/− | Kwalificatie     |
| --- | ---------------- | --- | - | - | - | --- | --- | --- | --- | ---------------- |
| 1   | Groot-Brittannië | 3   | 3 | 0 | 0 | 6   | 163 | 157 | +6  | Halve finales    |
| 2   | Australië        | 3   | 2 | 0 | 1 | 4   | 163 | 160 | +3  | Halve finales    |
| 3   | Frankrijk (G)    | 3   | 1 | 0 | 2 | 2   | 155 | 156 | −1  | Plaatsingsrondes |
| 4   | Denemarken       | 3   | 0 | 0 | 3 | 0   | 153 | 161 | −8  | Plaatsingsrondes |

|                   |           |       |                  |                               |
| 29 augustus 11:30 | Australië | 55–58 | Groot-Brittannië | Grand Palais Éphémère, Parijs |
| 29 augustus 11:30 |           |       |                  | Grand Palais Éphémère, Parijs |

|                   |           |       |            |                               |
| 29 augustus 17:30 | Frankrijk | 53–51 | Denemarken | Grand Palais Éphémère, Parijs |
| 29 augustus 17:30 |           |       |            | Grand Palais Éphémère, Parijs |

|                   |                  |       |            |                               |
| 30 augustus 11:30 | Groot-Brittannië | 55–53 | Denemarken | Grand Palais Éphémère, Parijs |
| 30 augustus 11:30 |                  |       |            | Grand Palais Éphémère, Parijs |

|                   |           |       |           |                               |
| 30 augustus 19:30 | Australië | 55–53 | Frankrijk | Grand Palais Éphémère, Parijs |
| 30 augustus 19:30 |           |       |           | Grand Palais Éphémère, Parijs |

|                        |            |       |           |                               |
| 31 augustus 2024 13:30 | Denemarken | 49–53 | Australië | Grand Palais Éphémère, Parijs |
| 31 augustus 2024 13:30 |            |       |           | Grand Palais Éphémère, Parijs |

|                        |           |       |                  |                               |
| 31 augustus 2024 19:30 | Frankrijk | 49–50 | Groot-Brittannië | Grand Palais Éphémère, Parijs |
| 31 augustus 2024 19:30 |           |       |                  | Grand Palais Éphémère, Parijs |

### Groep B
| Pos | Team             | Wed | W | G | V | Ptn | DV  | DT  | +/− | Kwalificatie     |
| --- | ---------------- | --- | - | - | - | --- | --- | --- | --- | ---------------- |
| 1   | Japan            | 3   | 3 | 0 | 0 | 6   | 150 | 132 | +18 | Halve finales    |
| 2   | Verenigde Staten | 3   | 2 | 0 | 1 | 4   | 150 | 140 | +10 | Halve finales    |
| 3   | Canada           | 3   | 1 | 0 | 2 | 2   | 148 | 148 | 0   | Plaatsingsrondes |
| 4   | Duitsland        | 3   | 0 | 0 | 3 | 0   | 138 | 166 | −28 | Plaatsingsrondes |

|                   |                  |       |        |                               |
| 29 augustus 13:30 | Verenigde Staten | 53–51 | Canada | Grand Palais Éphémère, Parijs |
| 29 augustus 13:30 |                  |       |        | Grand Palais Éphémère, Parijs |

|                   |           |       |       |                               |
| 29 augustus 19:30 | Duitsland | 44–55 | Japan | Grand Palais Éphémère, Parijs |
| 29 augustus 19:30 |           |       |       | Grand Palais Éphémère, Parijs |

|                   |                  |         |       |                               |
| 30 augustus 13:30 | Verenigde Staten | 42 - 45 | Japan | Grand Palais Éphémère, Parijs |
| 30 augustus 13:30 |                  |         |       | Grand Palais Éphémère, Parijs |

|                   |           |         |        |                               |
| 30 augustus 17:30 | Duitsland | 47 - 54 | Canada | Grand Palais Éphémère, Parijs |
| 30 augustus 17:30 |           |         |        | Grand Palais Éphémère, Parijs |

|                   |                  |         |           |                               |
| 31 augustus 11:30 | Verenigde Staten | 57 – 47 | Duitsland | Grand Palais Éphémère, Parijs |
| 31 augustus 11:30 |                  |         |           | Grand Palais Éphémère, Parijs |

|                   |       |         |        |                               |
| 31 augustus 17:30 | Japan | 50 – 46 | Canada | Grand Palais Éphémère, Parijs |
| 31 augustus 17:30 |       |         |        | Grand Palais Éphémère, Parijs |

## Knock-outfase
|  | 5e tot 8ste halve finales | 5e tot 8ste halve finales |                            |    | Wedstrijd om de 5de plaats | Wedstrijd om de 5de plaats |
|  |                           |                           |                            |    |                            |                            |
|  | 1 september               |                           |                            |    |                            |                            |
|  |                           |                           |                            |    |                            |                            |
|  | Frankrijk                 | 54                        |                            |    |                            |                            |
|  | Frankrijk                 | 54                        | 2 september                |    |                            |                            |
|  | Duitsland                 | 48                        |                            |    |                            |                            |
|  | Duitsland                 | 48                        | Frankrijk                  | 53 |                            |                            |
|  | 1 september               |                           | Frankrijk                  | 53 |                            |                            |
|  |                           | Canada                    | 50                         |    |                            |                            |
|  | Canada                    | Canada                    | 50                         | 56 |                            |                            |
|  | Canada                    |                           |                            | 56 |                            |                            |
|  | Denemarken                | 46                        |                            |    |                            |                            |
|  | Denemarken                | 46                        | Wedstrijd om de 7de plaats |    |                            |                            |
|  |                           |                           |                            |    |                            |                            |
|  | 2 september               |                           |                            |    |                            |                            |
|  |                           |                           |                            |    |                            |                            |
|  | Duitsland                 | 49                        |                            |    |                            |                            |
|  | Duitsland                 | 49                        |                            |    |                            |                            |
|  | Denemarken                | 56                        |                            |    |                            |                            |

### Plaatsingsrondes

#### 5e tot 8ste halve finales
|                        |        |       |            |                               |
| 1 september 2024 11:30 | Canada | 56–46 | Denemarken | Grand Palais Éphémère, Parijs |
| 1 september 2024 11:30 |        |       |            | Grand Palais Éphémère, Parijs |

|                        |           |       |           |                               |
| 1 september 2024 17:30 | Frankrijk | 54–48 | Duitsland | Grand Palais Éphémère, Parijs |
| 1 september 2024 17:30 |           |       |           | Grand Palais Éphémère, Parijs |

#### Wedstrijd om de 7de plaats
|                        |            |       |           |                               |
| 2 september 2024 11:30 | Denemarken | 56–49 | Duitsland | Grand Palais Éphémère, Parijs |
| 2 september 2024 11:30 |            |       |           | Grand Palais Éphémère, Parijs |

#### Wedstrijd om de 5de plaats
|                        |        |       |           |                               |
| 2 september 2024 17:30 | Canada | 50–53 | Frankrijk | Grand Palais Éphémère, Parijs |
| 2 september 2024 17:30 |        |       |           | Grand Palais Éphémère, Parijs |

|  | Halve finales    | Halve finales    |              |    | Finale | Finale |
|  |                  |                  |              |    |        |        |
|  | 1 september      |                  |              |    |        |        |
|  |                  |                  |              |    |        |        |
|  | Japan            | 52               |              |    |        |        |
|  | Japan            | 52               | 2 september  |    |        |        |
|  | Australië        | 51               |              |    |        |        |
|  | Australië        | 51               | Japan        | 48 |        |        |
|  | 1 september      |                  | Japan        | 48 |        |        |
|  |                  | Verenigde Staten | 41           |    |        |        |
|  | Groot-Brittannië | Verenigde Staten | 41           | 43 |        |        |
|  | Groot-Brittannië |                  |              | 43 |        |        |
|  | Verenigde Staten | 50               |              |    |        |        |
|  | Verenigde Staten | 50               | Troostfinale |    |        |        |
|  |                  |                  |              |    |        |        |
|  | 2 september      |                  |              |    |        |        |
|  |                  |                  |              |    |        |        |
|  | Australië        | 50               |              |    |        |        |
|  | Australië        | 50               |              |    |        |        |
|  | Groot-Brittannië | 48               |              |    |        |        |

#### Halve finales
|                        |       |       |           |                               |
| 1 september 2024 13:30 | Japan | 52–51 | Australië | Grand Palais Éphémère, Parijs |
| 1 september 2024 13:30 |       |       |           | Grand Palais Éphémère, Parijs |

|                        |                  |       |                  |                               |
| 1 september 2024 19:30 | Groot-Brittannië | 43–50 | Verenigde Staten | Grand Palais Éphémère, Parijs |
| 1 september 2024 19:30 |                  |       |                  | Grand Palais Éphémère, Parijs |

#### Troostfinale
|                        |           |       |                  |                               |
| 2 september 2024 13:30 | Australië | 50–48 | Groot-Brittannië | Grand Palais Éphémère, Parijs |
| 2 september 2024 13:30 |           |       |                  | Grand Palais Éphémère, Parijs |

#### Finale
|                        |       |       |                  |                               |
| 2 september 2024 19:30 | Japan | 48–41 | Verenigde Staten | Grand Palais Éphémère, Parijs |
| 2 september 2024 19:30 |       |       |                  | Grand Palais Éphémère, Parijs |

### Eindrangschikking
| Rang   | Team             |
| ------ | ---------------- |
| Goud   | Japan            |
| Zilver | Verenigde Staten |
| Brons  | Australië        |
| 4      | Groot-Brittannië |
| 5      | Frankrijk        |
| 6      | Canada           |
| 7      | Denemarken       |
| 8      | Duitsland        |

Atletiek · Badminton · Bankdrukken · Basketbal · Boccia · Boogschieten · Goalball · Judo · Kanovaren · Paardensport · Roeien · Rugby · Schermen · Schietsport · Taekwondo · Tafeltennis · Tennis · Triatlon · Voetbal · Volleybal · Wielersport · Zwemmen
Sydney 2000 ·
Athene 2004 ·
Peking 2008 ·
Londen 2012 ·
Rio de Janeiro 2016 ·
Tokio 2020 ·
Parijs 2024 ·
Los Angeles 2028